# Ceauru
Ceauru – wieś w Rumunii, w okręgu Gorj, w gminie Bălești. W 2011 roku liczyła 2211 mieszkańców.